# Seznam dílů seriálu Život a doba soudce A. K.
Toto je seznam dílů seriálu Život a doba soudce A. K.. Český televizní seriál ze soudního prostředí Život a doba soudce A. K. vysílala Česká televize od 1. září 2014. Premiérové vysílání první 13dílné řady skončilo 24. listopadu 2014, druhá řada se začala vysílat 28. srpna 2017.

## Přehled řad
| Řada | Díly | Premiéra v ČR  | Premiéra v ČR      |
| Řada | Díly | První díl      | Poslední díl       |
| ---- | ---- | -------------- | ------------------ |
| 1    | 13   | 1. září 2014   | 24. listopadu 2014 |
| 2    | 13   | 28. srpna 2017 | 20. listopadu 2017 |

## Seznam dílů

### První řada (2014)
Natáčení první řady probíhalo v letech 2013–2014 Trojice spolupracujících režisérů si rozdělila jednotlivé soudní případy – Robert Sedláček režíroval pět případů a Bohdan Sláma s Radimem Špačkem po čtyřech případech. Každý také režíroval jednu dramaturgickou linii soukromí soudce – Bohdan Sláma vztahy hlavního hrdiny s rodiči, Radim Špaček akční témata a Robert Sedláček soudcovy vztahy se ženami. Režisér sporu, který se v dílu řeší, je uveden jako první a v titulcích zvýrazněn.
| Č. v seriálu | Č. v řadě | Název                   | Režie                                        | Scénář          | Premiéra na ČT1    | Sledovanost (v mil.) |
| ------------ | --------- | ----------------------- | -------------------------------------------- | --------------- | ------------------ | -------------------- |
| 1            | 1         | Osamělost               | Robert Sedláček, Bohdan Sláma a Radim Špaček | Zdeněk Zapletal | 1. září 2014       | 0,744                |
| 2            | 2         | Chudák skřítek Melichar | Radim Špaček, Robert Sedláček a Bohdan Sláma | Zdeněk Zapletal | 8. září 2014       | 0,592                |
| 3            | 3         | Paulusová versus Paulus | Robert Sedláček, Radim Špaček a Bohdan Sláma | Zdeněk Zapletal | 15. září 2014      | 0,641                |
| 4            | 4         | Luketka                 | Bohdan Sláma, Robert Sedláček a Radim Špaček | Zdeněk Zapletal | 22. září 2014      | 0,693                |
| 5            | 5         | Diskrétní odpad         | Radim Špaček, Bohdan Sláma a Robert Sedláček | Zdeněk Zapletal | 29. září 2014      | 0,662                |
| 6            | 6         | Střelec                 | Bohdan Sláma, Robert Sedláček a Radim Špaček | Zdeněk Zapletal | 6. října 2014      | 0,681                |
| 7            | 7         | Válka pokračuje         | Robert Sedláček, Bohdan Sláma a Radim Špaček | Zdeněk Zapletal | 13. října 2014     | 0,636                |
| 8            | 8         | Rodina                  | Robert Sedláček, Radim Špaček a Bohdan Sláma | Zdeněk Zapletal | 20. října 2014     | 0,642                |
| 9            | 9         | Kladivo na důchodce     | Bohdan Sláma, Robert Sedláček a Radim Špaček | Zdeněk Zapletal | 27. října 2014     | 0,624                |
| 10           | 10        | Odlišnost               | Radim Špaček, Robert Sedláček a Bohdam Sláma | Zdeněk Zapletal | 3. listopadu 2014  | 0,698                |
| 11           | 11        | Kněz                    | Robert Sedláček, Radim Špaček a Bohdan Sláma | Zdeněk Zapletal | 10. listopadu 2014 | 0,757                |
| 12           | 12        | Místo narození          | Bohdan Sláma, Robert Sedláček, Radim Špaček  | Zdeněk Zapletal | 17. listopadu 2014 | 0,757                |
| 13           | 13        | Exekuce                 | Radim Špaček, Robert Sedláček, Bohdan Sláma  | Zdeněk Zapletal | 24. listopadu 2014 | 0,736                |

### Druhá řada (2017)
Na veletrhu Svět knihy 2015 dne 15. 5. 2015 oznámil scenárista a spisovatel Zdeněk Zapletal přípravu pokračování. Česká televize v roce 2016 oznámila pořízení druhé řady seriálu. Trojici režisérů Robert Sedláček, Bohdan Sláma a Radim Špaček doplnil ještě čtvrtý režisér Petr Marek. Hlavní postava soudce Adama Klose pro tuto řadu změnila obor a od rodinného práva přešla k právu trestnímu. Premiéra prvního ze 13 dílů nové série byla ohlášena na pondělí 28. srpna 2017, poslední díl se vysílal 20. listopadu 2017.
| Č. v seriálu | Č. v řadě | Název              | Režie           | Scénář          | Premiéra na ČT1    | Sledovanost (v mil.) |
| ------------ | --------- | ------------------ | --------------- | --------------- | ------------------ | -------------------- |
| 14           | 1         | Láska              | Robert Sedláček | Zdeněk Zapletal | 28. srpna 2017     | 0,688                |
| 15           | 2         | Plán               | Robert Sedláček | Zdeněk Zapletal | 4. září 2017       | 0,615                |
| 16           | 3         | Bílý svině         | Radim Špaček    | Zdeněk Zapletal | 11. září 2017      | 0,605                |
| 17           | 4         | Sestřička          | Bohdan Sláma    | Zdeněk Zapletal | 18. září 2017      | 0,574                |
| 18           | 5         | Guru               | Robert Sedláček | Zdeněk Zapletal | 25. září 2017      | 0,538                |
| 19           | 6         | Nelidskost         | Robert Sedláček | Zdeněk Zapletal | 2. října 2017      | 0,543                |
| 20           | 7         | Palebná síla       | Radim Špaček    | Zdeněk Zapletal | 9. října 2017      | 0,627                |
| 21           | 8         | Pánská jízda       | Bohdan Sláma    | Zdeněk Zapletal | 16. října 2017     | 0,615                |
| 22           | 9         | Policejní svět     | Radim Špaček    | Zdeněk Zapletal | 23. října 2017     | 0,535                |
| 23           | 10        | Patláci            | Petr Marek      | Zdeněk Zapletal | 30. října 2017     | 0,536                |
| 24           | 11        | Postavení mimo hru | Bohdan Sláma    | Zdeněk Zapletal | 6. listopadu 2017  | 0,591                |
| 25           | 12        | Pirát              | Robert Sedláček | Zdeněk Zapletal | 13. listopadu 2017 | 0,536                |
| 26           | 13        | Konec hry          | Robert Sedláček | Zdeněk Zapletal | 20. listopadu 2017 | 0,543                |